# 原口要
原口要（日语：原口 要/はらぐち かなめ，羅馬化：Hanaguchi Kaname，1851年6月24日—1927年1月23日）日本铁道工程师、城市规划工程师、商人、诗人。原姓“進藤”，後被武士原口謙介收養，隨“原口”姓，自號“龍水”，擅长写漢诗。

## 經歷
1851年，原口要出生於肥前國南高來郡西鄉村，為島原藩武士進藤伊織的第三子。1869年，被過繼爲同藩武士原口謙介的養子，後來又送往東京，跟隨日本儒學家安井息軒學習漢學。
1870年，進入大學南校和開成學校（兩校都爲今東京大學）學習。1875年，留學美國倫斯勒理工學院，畢業後在德拉瓦橋梁公司從事橋梁工程，之後轉入賓夕法尼亞鐵路公司，負責鐵路建設工作。1880年，回日本後擔任東京府專業技術顧問，負責上下水道設施整修改良、品川灣改造計劃，以及鎧橋、吾妻橋的設計等工作。1883年起，兼任日本工部省鐵道局工程師，參與各地鐵路建設。離職後，擔任民間企業董事，並在中國（清朝）及臺灣擔任鐵路顧問。1927年1月23日，原口要因病在東京家中逝世，27日在青山祭场举行告别式，墓地位于青山灵园。

### 中國鐵路
1906年，原口要擔任清政府湖廣總督張之洞的鐵路顧問，負責粵漢鐵路和川漢鐵路的建設工作。期间他提出了著名的川漢鐵路漢宜段原口要方案，由於經濟等因素，本方案最後沒有實行。

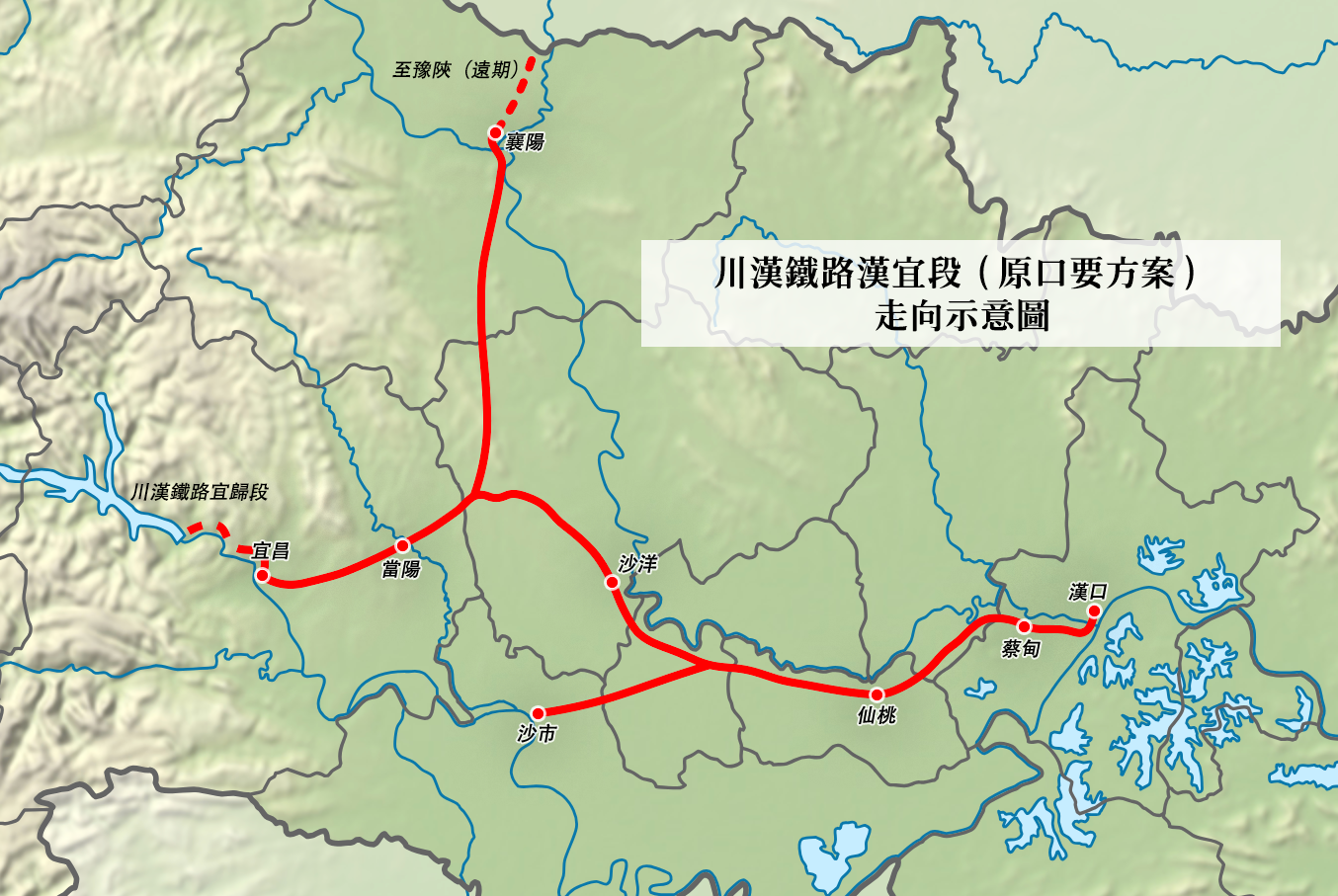
原口要方案示意圖

1912年，中華民國成立後，原口要受孙文之邀前往中國进行铁路事业调查。

### 臺灣鐵路
1897年，受台湾铁路公司设立委员会聘請擔任台湾既有铁路总工程师。（该公司于1899年10月解散，铁路改由总督府经营。）

## 引用
1. ↑  『人事興信録 第4版』など、嘉永5年1月9日生まれとするものもある。
2. ↑  日本交通協会編『鉄道先人録』日本停車場株式会社刊，1972年，pp.298-299
3. ↑  「清国の鉄道について」『好学雑誌（70）,好学会，1909年，pp.1472-1474
4. ↑  李 廷江「張之洞と日本人顧問原口要―粤漢・川漢鉄道をめぐる日中関係の一側面」，中央大学政策文化総合研究所年報（23），2020年，pp.115-141
5. ↑  「清国革命動乱ノ際孫逸仙ノ招請ニ応シ鉄道事業調査ノ為渡清一件」 アジア歴史資料センター Ref.B04010977000
6. ↑  台湾総督府鉄道部編「私設鉄道」『台湾鉄道史・中』,1910年，pp.445-446
7. ↑  台湾総督府鉄道部編「台湾鉄道会社」『台湾鉄道史・上』,1910年，p.279,472